# Руденко, Дмитрий Васильевич
Дмитрий Васильевич Руденко (род. 23 ноября 1969, пос. Болшево, Московская область, РСФСР, СССР) — российский банкир. Занимал высшие должности в банках «Русский стандарт», ВТБ24, Лето банк, в 2016-2021 годах — президент-председатель правления «Почта Банка». 

## Биография
Дмитрий Руденко родился 23 ноября 1969 года в поселке Болшево (ныне район города Королёв). Родители Дмитрия — инженеры, поэтому Руденко поступил сначала в физико-математическую школу, а затем, в 1993 году, закончил МГТУ им. Н.Э. Баумана по специальности «кибернетические системы».

## Карьера
Руденко начал карьеру с четвертого курса университета, работая на товарно-сырьевых биржах. Закончив институт, он продолжил карьеру в банковской сфере. С 1993 по 1998 годы работал в Промрадтехбанке, где за пять лет прошёл от специалиста отдела организации расчетов до начальника управления по работе с частными лицами. После этого Дмитрия Васильевича пригласил к себе на работу президент банка «Менатеп» Александр Зурабов, где Руденко занял должность советника правления и за месяц до дефолта был назначен директором розничных операций. Вскоре банк прекратил свое существование.
В январе 1999 года Дмитрий Руденко вошел в рабочую группу по реорганизации банка «Русский стандарт», где в мае был назначен вице-президентом и руководителем департамента розничного бизнеса. В 2005 году Дмитрий Руденко занял пост первого заместителя председателя правления банка. В «Русском стандарте» Руденко первым предложил запустить экспресс-кредитование в торговых точках. Он считается специалистом по пластиковым картам, его имя связывают с развитием POS-кредитования на российском банковском рынке. На тот момент у других российских банков такой системы массовой выдачи небольших кредитов не было, поэтому позже они это переняли. Команда Дмитрия Руденко добилась того, что первое время доходность некоторых таких продуктов доходила до 100 % годовых. В 2003 году «Русский стандарт» стал активно выходить в регионы, а с 2004 года — постепенно переключать население с «магазинных» займов на другие ссуды: кредитные карты, автокредиты, ссуды на неотложные нужды и ипотека. В то время банк занимал 12 место по работающим активам, а по объему выданных кредитов — второе, уступая только Сбербанку. При этом по количеству кредитов «Русский стандарт» был на первом месте: пользователей кредитных продуктов насчитывалось 17,5 млн человек, а держателей кредитных карт — 11 млн. Некоторые участники рынка отмечают, что именно Руденко был автором и локомотивом «Русского стандарта»: он сам собрал команду и предложил профинансировать проект.
В 2007 году после совместной проверки банка «Русский стандарт» федеральной антимонопольной службой, федеральной службой по финансовому мониторингу и банком России, выявившей нарушение банком закона «О защите прав потребителей», Руденко в срочном порядке перешёл в банк ВТБ24, где занял должность первого заместителя президента-председателя правления банка. Здесь Руденко стал курировать деятельность департаментов сети, обслуживания клиентов малого бизнеса, ипотечного кредитования, развития розничных продуктов и бизнес-процессов.
В 2012 Руденко стал президентом-председателем правления «Лето банка», входившего в банковскую группу ВТБ. Банк был создан для того чтобы заниматься исключительно высокомаржинальным экспресс-кредитованием физических лиц. За первый год работы Лето Банк выдал почти 16 млрд руб. кредитов, из которых кредиты наличными — около 12,7 млрд руб., а POS-кредиты — около 3,3 млрд руб. К 2014 году было открыто 390 офисов банка в 207 городах и посёлках России, оформлены контракты с 30 тысячами торговых точек. Однако к этому времени «Лето банк» стал стабильно убыточным, как и большинство банков, ориентированных, в первую очередь на розничное потребительское кредитование.
В 2015 году было принято решение о создании на базе «Лето банка» государственного почтового банка с участием «Почты России». Во вновь сформированном Почта Банке Дмитрий Руденко занял пост президента—председателя правления. Первые потребительские кредиты планировалось выдать в январе 2016 года, однако фактически 32 рабочих места нового банка в почтовых отделениях открылись лишь в апреле.
С января 2022 года был советником главы ВТБ Андрея Костина, а летом того же года покинул группу ВТБ.